# NEC APC
NEC APC (APC) је био професионални рачунар фирме NEC који је почео да се производи у Јапану од 1982. године.
Користио је NEC UPD-8086 као микропроцесор. РАМ меморија рачунара је имала капацитет од 128 KB standard, 640 KB највише. 
Као оперативни систем кориштен је CP/M-86, UNIX и MS DOS опциони.

## Детаљни подаци
Детаљнији подаци о рачунару APC су дати у табели испод.
|                       |                                                                                                 |
| [ 1 ]                 |                                                                                                 |
| Произвођач            |                                                                                                 |
| Тип                   | професионални рачунар                                                                           |
| Меморија              | 128 standard, 640 највише                                                                       |
| Поријекло             | Јапан                                                                                           |
| Година                | 1982                                                                                            |
| Тастатура             | стил писаће машине, 61 тастер + 25 тастера смјера и нумеричке тастатуре + 22 функцијска тастера |
| Процесор              |                                                                                                 |
| Фреквенција процесора | 5                                                                                               |
| RAM                   | 128 KB, 640 највише                                                                             |
| ROM                   | 4 ROM, 4 батеријски подржан CMOS RAM                                                            |
| Текст                 | 80 стубова x 25 линија + 1 статус линија (8x19 тачака матрица знакова)                          |
| Графика               | 640 x 475 пиксела                                                                               |
| Боја                  | 8                                                                                               |
| Звук                  | мали звучник                                                                                    |
| Димензије             | 48,3 (ширина) x 61 (дубина) x 35,5 (висина) /                                                   |
| Портови               |                                                                                                 |
| Оперативни систем     | , и опциони                                                                                     |